# Roska Tamás
Roska Tamás (Budapest, 1940. szeptember 24. – 2014. június 17.) Széchenyi-díjas és Bolyai-díjas magyar villamosmérnök, informatikus, egyetemi tanár, a Magyar Tudományos Akadémia rendes tagja. Nevéhez fűződik a CNN-chip kifejlesztése, valamint a neurális hálózatok (vagy neuronhálók) kutatásának megindítása Magyarországon. 1998 és 2006 között a Pázmány Péter Katolikus Egyetem Információs Technológiai Kar alapító dékánja.

## Életpályája
Az erdélyi örmény Roska család leszármazottja.   (eredeti név: karmir 'կարմիր') 
1959-ben kezdte meg egyetemi tanulmányait a Budapesti Műszaki Egyetem Villamosmérnöki Karán, ahol 1964-ben szerzett kitüntetéses diplomát. 1967-ben védte meg egyetemi doktori disszertációját.
Diplomájának megszerzése után a Műszeripari Kutató Intézet (MIKI) munkatársa lett, majd 1970-ben a Távközlési Kutató Intézet (TKI) tudományos főosztályvezetője, majd tudományos főtanácsadója lett. 1982-ben a MTA Számítástechnikai és Automatizálási Kutatóintézet (SZTAKI) került, amelynek tudományos tanácsadója lett. 1991-ben az intézet duális és neurális számító rendszerek kutatólaboratóriumának vezetőjévé nevezték ki, majd kutatóprofesszori megbízást kapott.
1990-ben a Veszprémi Egyetem Mérnöki Karának automatizálási és informatikai tanszékén kapott egyetemi tanári kinevezést. Az egyetem műszaki informatikai részlegének alapító szakvezetője volt. 1997-ben a Budapesti Műszaki Egyetem egyetemi tanára lett (melynek előtte 1989-től címzetes egyetemi tanára volt) és 1998-ban a Pázmány Péter Katolikus Egyetem Információs Technológiai Kar alapító dékánja lett. 2002-ben távozott az BME-ről. Dékáni pozícióját 2006-ig töltötte be, ezt követően a kar dékánhelyettese és a Doktori Iskola vezetője volt. 2013-ban az egyik legelismertebb európai egyetem, a Leuveni Katolikus Egyetem díszdoktori címét vehette át.
1974-ben, illetve 1989-től évente a berkeleyi Kaliforniai Egyetem vendégkutatója volt. Az 1980-as évek végén a Cellular Nonlinear Network chip (bionikus szem) kifejlesztője volt Leon O. Chua professzorral együtt. 2002 eleje és 2003 vége között az IEEE Transactions on Circuits and Systems I: Fundamental Theory and Applications című szakfolyóirat főszerkesztője volt.
1974-ben védte meg a műszaki tudományok kandidátusi, 1982-ben doktori értekezését. 1987 és 1992 között a Tudományos Minősítő Bizottság tagja volt. 1993-ban választották a Magyar Tudományos Akadémia levelező, 1998-ban pedig rendes tagjává. 1993 és 1998 között az MTA Informatikai Bizottságának elnöke volt. Ezenkívül tagja volt az Automatizálási és Számítástechnikai, valamint a Távközlési Rendszerek Bizottságának. 2008-ban az MTA egyik elnökjelöltje volt, de alulmaradt Pálinkás Józseffel szemben. 1993-ban a londoni Európai Akadémia, 1994-ben az Európai Tudományos és Művészeti Akadémia is tagjai közé választotta. 1994 és 2001 között az Országos Akkreditációs Bizottság, 1995 és 1998 között a Magyar Ösztöndíj Bizottság és 1999 és 2002 között pedig a kormány tudományos tanácsadó testületének tagja volt. 2002-ben, Bolyai János születésének bicentenáriumi évében ő kapta meg a Bolyai János alkotói díjat.

## Munkássága
Kutatási területe: a neurális hálózatok, nemlineáris rendszerek és hálózatok, vizuális információfeldolgozás, valamint a celluláris szuperszámítógépek.
Egyik legjelentősebb eredményének a Leon O. Chua egyetemi tanárral közösen kifejlesztett új számítógéptípus, a celluláris neurális számítógép és az ehhez kapcsolódó a CNN (Cellular Neural Networks, celluláris neurális hálózat) chipet tekintik. Ez alapján egy bionikus szemprotézis fejlesztése is elkezdődött. A látórendszeri kutatások elvi alapját Hámori Józseffel közösen kezdte lerakni.
Az analogikai (vagyis részben analóg és részben logikai) celluláris hullámszámítógép architektúrája felhasználásával megszerkesztett számítógépek, például egy vizuális mikroprocesszor sokkal gyorsabban végez el bizonyos téridőbeli számításokat, mint a tisztán digitális gépek. Újabban a sok ezer processzoros chip-ekben is létrehozott CNN univerzális gép modell és a celluláris hullámszámítógép elv ebben az irányban is a tervezési metodika megújítását szolgálja. (Ez a koncepció a sejtautomaták és a hibrid számítógépek elvét ötvözi.)
Több, mint kétszáz publikációja és négy könyve jelent meg, hivatkozásainak száma mintegy 3000. Publikációit magyar és angol nyelven adta közre.

## Családja
Nős volt, felesége Esztó Zsuzsanna zongoraművész. Házasságukból két fiú-, illetve egy leánygyermek született. Egyik fia, Roska Botond neurobiológus. Másik fia, Roska Péter katolikus pap.

## Díjai, elismerései
- Gábor Dénes-díj (1993)
- Szent-Györgyi Albert-díj (1994)
- Széchenyi-díj (megosztva, 1994) – A mesterséges képfeldolgozók kutatásában elért jelentős nemzetközi visszhangot kiváltó eredményeikért, és az ezek alapján létrehozott kísérleti vizuális érzékelők kidolgozásáért. Megosztott díj Hámori Józseffel.
- a Pro Renovanda Cultura Hungariae Alapítvány fődíja (2000)
- Bolyai János alkotói díj (2002)
- Prima díj (2007)
- A Magyar Köztársasági Érdemrend középkeresztje a csillaggal (2010)
- Nagy Szent Gergely rend (2010)

## Főbb publikációi, írásai
- Lineáris aktív áramkörök szintézise; BME, Bp., 1972 (Budapesti Műszaki Egyetem Továbbképző Intézete előadássorozatából)
- The Limits of Modeling of Non-linear Circuits (1981)
- Stability of a Class of Nonreciprocal Cellular Neural Networks (Leon O. Chuával, 1990)
- Programmable Analogue VLSI CNN Chip with Local Digital Logic (társszerző, 1992)
- Cellular Neural Networks with Non-Linear and Delay-Type Template Elements and Non-Uniform Grids (Leon O. Chuával, 1992)
- Stability and Dynamics of Delay-Type General and Cellular Neural Networks (társszerző, 1992)
- Elektronikus operátorok, neurális áramkörök. A Budapesti Műszaki Egyetem és az ELTE TTK felsőbbéves hallgatói valamint a TMB tudományos ösztöndíjasai és nappali szakmérnök hallgatók számára. Előadási jegyzet; BME, Bp., 1992
- The CNN Paradigm (Leon O. Chuával, 1993)
- Genetic Algorithm for CNN Template Learning (társszerző, 1993)
- The CNN Universal Machine: An Analogic Array Computer (Leon O. Chuával, 1993)
- A tárolt programú analogikai CNN számítógép elve és alkalmazása (1993)
- Implementation of Binary and Gray-scale Mathematical Morphology on the CNN Universal Machine (társszerző, 1998)
- Térben-időben tájékozódó analogikai számítógépek (1999)
- Towards the Visual Microprocessor (társszerző, 2000)
- Cellular Neural Networks and Visual Computing (Leon O. Chuával, 2001)
- Adaptive Perception with Locally Adaptable Sensor Array (társszerző, 2004)
- Agy, hit, számítógép (társszerző, 2004)
- Digital Implementation of Cellular Sensor-Computers (társszerző, 2006)